# 回旋镖队长
回旋镖队长（英語：Captain Boomerang），本名乔治·“迪戈爾”·哈克尼斯（英語：George "Digger" Harkness），是在DC漫画中登场的超级反派。喜愛使用回旋镖作為武器，他是閃電俠巴里·艾伦和華利·威斯特的敌人。哈克尼斯在2004年大事件Identity Crisis被杀害之后，他的儿子欧文默瑟（又名欧文·哈克尼斯），继承父亲的衣钵直到他去世。在《極黑之夜》中，哈克尼斯复活。

## 能力
迴旋鏢隊長只是個普通人類，但他有著出神入化的投擲迴旋鏢技巧，並將這技巧用在自己的犯罪事業上。
在《極黑之夜》事件中，被黑光戒復活的迴旋鏢隊長能夠以黑光能量具現出迴旋鏢，該黑光能量迴旋鏢在接觸到目標時會產生爆炸。
不過在極黑之夜結束時、迴旋鏢隊長和其他超級罪犯被白光復活後就失去了這能力。

## 其他媒體

### 電視劇
- 綠箭宇宙：在《綠箭俠》，由尼克·特拉貝飾演回旋镖队长。第三季中交叉集的主要對手，被閃電俠聯手打敗後被關在煉獄島。第五季末被放出來協助綠箭俠救援綠箭小隊，反叛加入普羅米修斯陣營與黑暗箭手梅林的地雷一起受到爆破，生死未明。

### 電影

#### 真人電影
- DC擴展宇宙：回旋镖队长由傑·寇特尼飾演。
  - 《自殺突擊隊》[3]（2016年）
  - 《自殺突擊隊：集結》（2021年）

#### 動畫電影
- 《蝙蝠俠：血濺亞克漢》

#### 電子遊戲
- 《自殺突擊隊：戰勝正義聯盟》：可操作角色之一。

## 外部連結
- Hyperborea entry for Captain Boomerang（页面存档备份，存于）